# Луїза Вюртемберзька
Луїза Вюртемберзька (нім. Luise von Württemberg), повне ім'я Фредеріка Софія Доротея Марія Луїза Вюртемберзька (нім. Friederike Sophie Dorothea Marie Luise von Württemberg), 4 червня 1789 — 16 червня 1851) —  принцеса Вюртемберзька з Вюртемберзького дому, донька герцога Євгена Фрідріха Вюртемберзького та принцеси Луїзи Штольберг-Ґедернської, дружина князя Фрідріха Августа Гогенлое-Ерінгенського.

## Біографія
Луїза народилась 4 червня 1789 року, за одними даними в Оельсі, за іншими — в Людвігсбурзі. Вона була другою дитиною та єдиною донькою в родині герцога Євгена Фрідріха Вюртемберзького та його дружини Луїзи Штольберг-Ґедернської. Мала старшого брата Євгена. Згодом родина поповнилася трьома молодшими синами, з яких дорослого віку досяг лише Пауль. Від 1793 року сімейство мешкало в палаці Карлсруе в Силезії

2 серпня 1798 року в замку трапилася пожежа, після чого відразу почалася його відбудова. У 1805 році було також зведено літній палац.

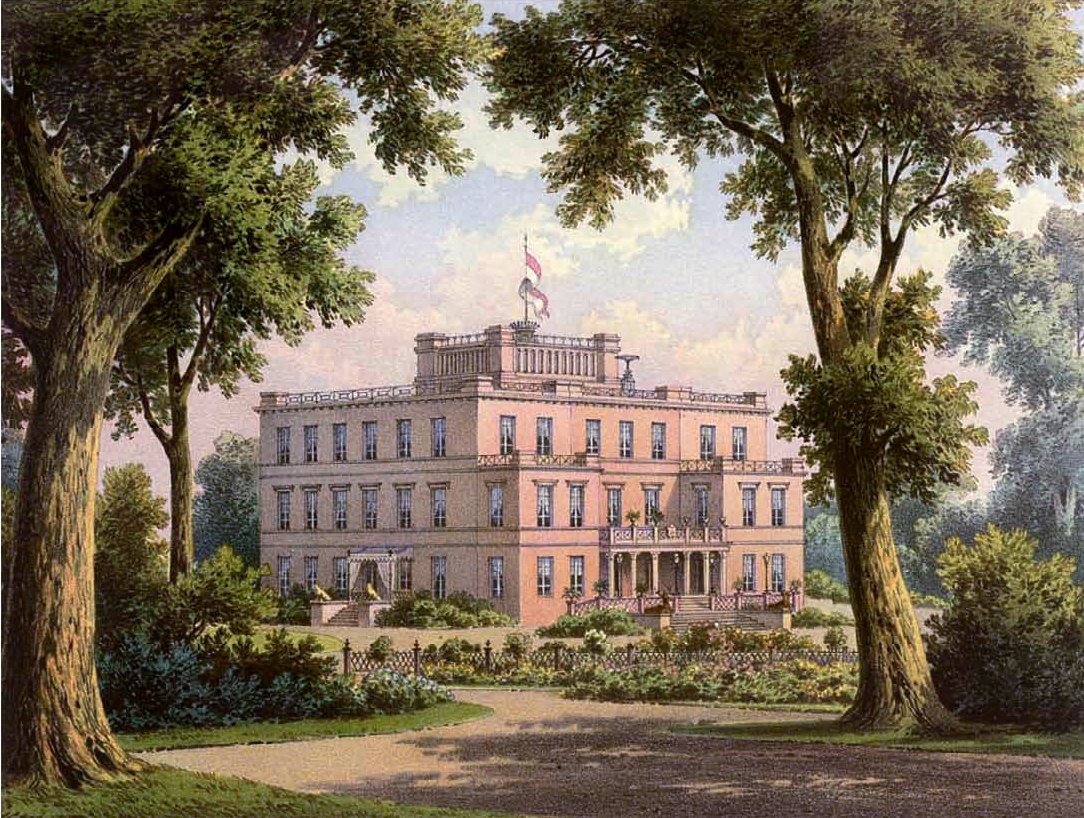
Замок Славенциц

У 22 роки Луїза взяла шлюб із 26-річним князем Гогенлое-Орінґенським Фрідріхом Августом. Весілля пройшло 28 вересня 1811 року в Людвігсбурзі. Наступного серпня княгиня народила первістка. Всього у подружжя було четверо дітей. Резиденцією сімейства був Ерінгенський замок. У 1812—1814 роках біля нього був збудований палац для спадкоємних принців (нім. Prinzenbau).
Чоловік Луїзи у 1820—1835 роках був президентом верхньої палати Вюртемберзького ландтагу. У 1818 році він успадкував від батька маєток Славенциц поблизу Ополе в Силезії.
У 1848 році родина переїхала до Славенцица. Наступного року Август передав повноваження глави роду середньому синові.
16 червня 1851 року княгиня Луїза пішла з життя у Славенциці у 62-річному віці. Похована у мавзолеї в місцевому замковому парку.

## Родина
Чоловік — Фрідріх Август, князь Гогенлое-Ерінгенський
Діти:
- Фрідріх (1812—1892) — відмовився від прав первородства, був морганатично одруженим із баронесою Матильдою фон Бронінг, мав двох синів;
- Фредеріка Матильда (1814—1888) — дружина князя Шварцбург-Зондерсгаузена Ґюнтера Фрідріха Карла II, мала сина та доньку;
- Гуго (1816—1897) — наступний князь Гогенлое-Йорінґенський у 1849—1897 роках, був одружений з принцесою Пауліною Фюрстенберзькою, мав десятеро дітей;
- Фелікс (1818—1900) — був одруженим із принцесою Александрою фон Ганау, мав семеро дітей.